# Klementina Orleánská
Princezna Klementina Orleánská (francouzsky: Marie Clémentine Léopoldine Caroline Clotilde d'Orléans; 3. června 1817 Neuilly-sur-Seine – 16. února 1907 Vídeň) byla sasko-kobursko-gothajskou princeznou a saskou vévodkyní, šestým z deseti dětí a nejmladší dcerou krále Francouzů, Ludvíka Filipa I., a jeho manželky Marie Amálie Neapolsko-Sicilské. Byla matkou bulharského cara Ferdinanda I.

## Život
Marie Klementina Leopoldina Karolina Klotilda Orleánská, Mademoiselle de Beaujolais, se narodila 3. červen 1817 v Château de Neuilly v Neuilly-sur-Seine ve Francii, brzy po bourbonské restauraci. Stala se královskou princeznou a v roce 1830 se stal její otec králem.
V mládí byla popisována jako „velmi krásná a vzdělaná”. Klementinu učil historii historik Jules Michelet.

### Manželství
Jako princezna byla Klementina vyhledávanou nevěstou královských rodin po celé Evropě. V roce 1836 se říkalo, že se má provdat za svého bratrance Ferdinanda II. Neapolsko-Sicilského.
Král Leopold I. Belgický sjednal sňatek Klementiny a Augusta Sasko-Kobursko-Gothajského, který byl úzce spřízněn s královskými rodinami ve Velké Británii, Portugalsku, Španělsku, Belgii, Brazílii, Mexiku a Rakousko-Uhersku. Augustův bratranec Albert byl manželem Augustovy další sestřenice, královny Viktorie.
Manželská smlouva mezi Klementinou a Augustem byla podepsána ve Vídni 24. února 1843 francouzským velvyslancem Charlesem-Josephem de Flahaut, zastupujícím Klementinu a belgickým velvyslancem Baronem O'Sullivanem, zastupujícím Augusta.
Před svatbou pár žádal o bydlení v Rakousku, a byla podána žádost, aby kníže Metternich obdařil Klementina manžela u vídeňského dvora oporou. Odpovědí bylo, že Klementinu u dvora přijmou jako princeznu z rodu Bourbonů, ale že vídeňský dvůr neuzná Augusta za Královskou Výsost. V důsledku toho bylo rozhodnut, že princ August bude žít ve Francii, opustí rakouskou službu a vstoupí do francouzské, přesto, že byl Rakušan.
Dne 20. dubna 1843 se Klementina v Château de Saint-Cloud provdala za Augusta „za velké účasti evropských královských rodin”. Pár měl pět dětí.

### Rok 1848 a následky
Revoluční rok 1848 ve Francii vedl ke konci vlády Klementina otce, donutil ji i její rodinu k útěku z Francie, ačkoli Klementina a August, poté co zajistili, aby byly jejich děti v bezpečné vzdálenosti, se na Place de la Concorde během abdikace smísili s davem. Klementina doprovodila svého otce na francouzské velvyslanectví v Londýně, pak odjela do Koburgu a posléze do Vídně, kde se stal její manžel důstojníkem rakousko-uherské armády.
August v roce 1881 zemřel a Klementina se již znovu nikdy nevdala.

### Klementina a volba na bulharský trůn
Klementina pochopila, že nikdy nebude královnou, a tak se snažila svému oblíbenému synovi Ferdinandovi vštěpit myšlenku, že jakožto potomek nejen krále Ludvíka Filipa, ale také Krále Slunce, si zaslouží být králem.
Klementina zajistila Ferdinandovi široké vzdělání: hovořil plynně několika jazyky a měl velký záje o přírodní vědy a přírodu.
Jak se ukázalo, Klementina aktivně bojovala za Ferdinandovu volbu bulharským knížetem.
Poté pracovala na zajištění evropského uznání Ferdinanda jako hlavy státu. Pracovala na tom například u císaře Viléma II. nebo sultána Abdulhamida II. Byla prý „dobročinnou a civilizační září kolem Ferdinanda, odstraňovala mu z cesty mnohé obtíže svým ženským taktem a lidumilnou činností”.
Klementina si také našla čas pro navržení Ferdinandovy královské koruny, včetně „potřebného počtu šperků z jejího vlastního neceséru”.

### Klementina v Bulharsku
Klementina následovala svého syna do Bulharska, kde se jako panovníkova matka stala velmi důležitou osobou. Mimořádně bohatá Klementina darovala čtyři miliony franků na dokončení železniční trati spojující Bulharsko se železniční sítí v Evropě. Financovala stavbu několika budov a institucí, jako jsou školy pro nevidomé a nemocnice. Byla také jedním ze zakladatelů bulharského Červeného kříže.

### Smrt
Klementina zemřela 16. února 1907 ve Vídni. Její vliv na Ferdinanda byl tak výrazný, že lidé začali předpovídat jeho pád. Pohřbena byla v Koburgu.

## Potomci
Klementina je popisována jako „žena ohromného charakteru a ambicí...Klementina dominuje svému manželovi a rozmazluje své děti. Sama si vzala ne více než bohatého, ale nevýrazného prince, hledala trůny pro své syny.“[zdroj?]
- Filip Sasko-Kobursko-Gothajský (28. března 1844 – 3. července 1921) – 4. února 1875 se oženil se svou sestřenicí,  princeznou Luisou, dcerou krále Leopolda II. Belgického; měl děti
- Ludvík August Sasko-Kobursko-Gothajský (8. srpna 1845 – 14. září 1907) – 15. prosince 1864 se oženil s  Leopoldinou Brazilskou, mladší dcerou císaře Petra II. Brazilského; měl děti
- Klotylda Sasko-Kobursko-Gothajská (1846–1927) – 12. května 1864 se provdala za Josefa Karla Ludvíka Habsbursko-Lotrinského, rakouského arcivévodu z uherské větvě Habsbursko-Lotrinské dynastie; měla děti
- Amálie Sasko-Coburská (1848–1894) – provdala se za Maxmiliána Emanuela Bavorského, nejmladšího bratra císařovny Alžběta Bavorské; měla děti
- Ferdinand I. Bulharský (26. února 1861 – 10. září 1948) – 20. dubna 1893 se oženil s Marií Luisou Parmskou, dcerou Roberta I. Parmského; měl děti

## Tituly a oslovení
- 6. března 1817 – 6. března 1817: Její Jasnost Mademoiselle de Beaujolais.
- 6. března 1817 – 20. dubna 1843: Její Královská Výsost princezna Klementina Orleánská.
- 20. dubna 1843 – 16. února 1907: Její Královská Výsost princezna Klementina Sasko-Kobursko-Gothajská, vévodkyně Saska.

## Vývod z předků
|                      |                                     |  |                    |                                             |  |  |  |  |  |  |  | Ludvík I. Orleánský |
|                      |                                     |  |                    |                                             |  |  |  |  |  |  |  |                     |
|                      | Ludvík Filip I. Orleánský           |  |                    |                                             |  |  |  |  |  |  |  |                     |
|                      |                                     |  |                    |                                             |  |  |  |  |  |  |  |                     |
|                      |                                     |  |                    | Augusta Bádenská                            |  |  |  |  |  |  |  |                     |
|                      |                                     |  |                    |                                             |  |  |  |  |  |  |  |                     |
|                      | Ludvík Filip II. Orleánský          |  |                    |                                             |  |  |  |  |  |  |  |                     |
|                      |                                     |  |                    |                                             |  |  |  |  |  |  |  |                     |
|                      |                                     |  |                    | Ludvík Armand Bourbonský                    |  |  |  |  |  |  |  |                     |
|                      |                                     |  |                    |                                             |  |  |  |  |  |  |  |                     |
|                      | Luisa Henrietta Bourbonská          |  |                    |                                             |  |  |  |  |  |  |  |                     |
|                      |                                     |  |                    |                                             |  |  |  |  |  |  |  |                     |
|                      |                                     |  |                    | Luisa Alžběta Bourbonská                    |  |  |  |  |  |  |  |                     |
|                      |                                     |  |                    |                                             |  |  |  |  |  |  |  |                     |
|                      | Ludvík Filip                        |  |                    |                                             |  |  |  |  |  |  |  |                     |
|                      |                                     |  |                    |                                             |  |  |  |  |  |  |  |                     |
|                      |                                     |  |                    | Ludvík Alexander, hrabě z Toulouse          |  |  |  |  |  |  |  |                     |
|                      |                                     |  |                    |                                             |  |  |  |  |  |  |  |                     |
|                      | Ludvík Jan Maria Bourbonský         |  |                    |                                             |  |  |  |  |  |  |  |                     |
|                      |                                     |  |                    |                                             |  |  |  |  |  |  |  |                     |
|                      |                                     |  |                    | Marie Viktorie de Noailles                  |  |  |  |  |  |  |  |                     |
|                      |                                     |  |                    |                                             |  |  |  |  |  |  |  |                     |
|                      | Luisa Marie Adelaida Bourbonská     |  |                    |                                             |  |  |  |  |  |  |  |                     |
|                      |                                     |  |                    |                                             |  |  |  |  |  |  |  |                     |
|                      |                                     |  |                    | František III. d´Este                       |  |  |  |  |  |  |  |                     |
|                      |                                     |  |                    |                                             |  |  |  |  |  |  |  |                     |
|                      | Marie Tereza Felicitas d'Este       |  |                    |                                             |  |  |  |  |  |  |  |                     |
|                      |                                     |  |                    |                                             |  |  |  |  |  |  |  |                     |
|                      |                                     |  |                    | Šarlota Aglaé Orleánská                     |  |  |  |  |  |  |  |                     |
|                      |                                     |  |                    |                                             |  |  |  |  |  |  |  |                     |
| Klementina Orleánská |                                     |  |                    |                                             |  |  |  |  |  |  |  |                     |
|                      |                                     |  |                    |                                             |  |  |  |  |  |  |  |                     |
|                      |                                     |  | Filip V. Španělský |                                             |  |  |  |  |  |  |  |                     |
|                      |                                     |  |                    |                                             |  |  |  |  |  |  |  |                     |
|                      | Karel III. Španělský                |  |                    |                                             |  |  |  |  |  |  |  |                     |
|                      |                                     |  |                    |                                             |  |  |  |  |  |  |  |                     |
|                      |                                     |  |                    | Alžběta Parmská                             |  |  |  |  |  |  |  |                     |
|                      |                                     |  |                    |                                             |  |  |  |  |  |  |  |                     |
|                      | Ferdinand I. Neapolsko-Sicilský     |  |                    |                                             |  |  |  |  |  |  |  |                     |
|                      |                                     |  |                    |                                             |  |  |  |  |  |  |  |                     |
|                      |                                     |  |                    | August III. Polský                          |  |  |  |  |  |  |  |                     |
|                      |                                     |  |                    |                                             |  |  |  |  |  |  |  |                     |
|                      | Marie Amálie Saská                  |  |                    |                                             |  |  |  |  |  |  |  |                     |
|                      |                                     |  |                    |                                             |  |  |  |  |  |  |  |                     |
|                      |                                     |  |                    | Marie Josefa Habsburská                     |  |  |  |  |  |  |  |                     |
|                      |                                     |  |                    |                                             |  |  |  |  |  |  |  |                     |
|                      | Marie Amálie Neapolsko-Sicilská     |  |                    |                                             |  |  |  |  |  |  |  |                     |
|                      |                                     |  |                    |                                             |  |  |  |  |  |  |  |                     |
|                      |                                     |  |                    | Leopold Josef Lotrinský                     |  |  |  |  |  |  |  |                     |
|                      |                                     |  |                    |                                             |  |  |  |  |  |  |  |                     |
|                      | František I. Štěpán Lotrinský       |  |                    |                                             |  |  |  |  |  |  |  |                     |
|                      |                                     |  |                    |                                             |  |  |  |  |  |  |  |                     |
|                      |                                     |  |                    | Alžběta Charlotta Orleánská                 |  |  |  |  |  |  |  |                     |
|                      |                                     |  |                    |                                             |  |  |  |  |  |  |  |                     |
|                      | Marie Karolína Habsbursko-Lotrinská |  |                    |                                             |  |  |  |  |  |  |  |                     |
|                      |                                     |  |                    |                                             |  |  |  |  |  |  |  |                     |
|                      |                                     |  |                    | Karel VI.                                   |  |  |  |  |  |  |  |                     |
|                      |                                     |  |                    |                                             |  |  |  |  |  |  |  |                     |
|                      | Marie Terezie                       |  |                    |                                             |  |  |  |  |  |  |  |                     |
|                      |                                     |  |                    |                                             |  |  |  |  |  |  |  |                     |
|                      |                                     |  |                    | Alžběta Kristýna Brunšvicko-Wolfenbüttelská |  |  |  |  |  |  |  |                     |
|                      |                                     |  |                    |                                             |  |  |  |  |  |  |  |                     |